# 芷村镇
芷村镇，是中华人民共和国云南省红河哈尼族彝族自治州蒙自市下辖的一个乡镇级行政单位。

## 行政区划
芷村镇下辖以下地区：
芷村、老芷村、扎租白村、一碗水村、岩蜂窝村、联合村、黑拉冲村、石马脚村、白诗村、桥头村和白石岩村。